# Signal du Mont du Chat
« Relais du Mont du Chat » redirige ici. Pour les autres significations, voir mont du Chat et col du Chat.
Le signal du Mont du Chat est un sommet du massif du Jura culminant à 1 496 m d'altitude, faisant de lui le point culminant du mont du Chat. Il est situé aux limites des communes du Bourget-du-Lac et de Saint-Paul, dans le département français de la Savoie, en région Auvergne-Rhône-Alpes.

## Géographie

### Situation

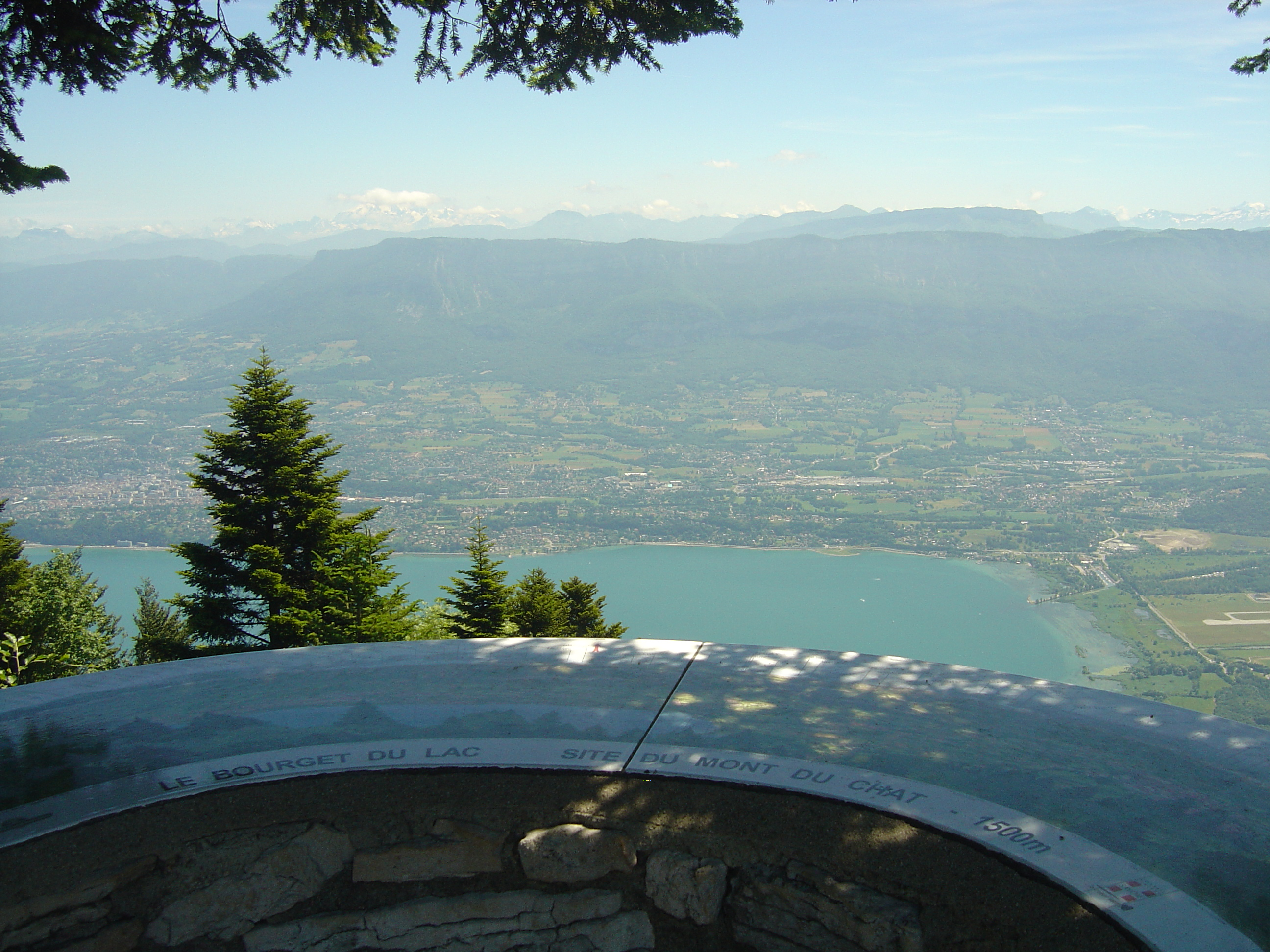
Table d'orientation au sommet du mont du Chat, d'où on aperçoit notamment le lac du Bourget, Aix-les-Bains et le mont Blanc.

Le signal du Mont du Chat est situé à la limite des territoires des communes du Bourget-du-Lac, à 2,5 km à l'est et à plus de 1 200 m en contrebas du sommet, et de Saint-Paul, village situé à 3,5 km à l'ouest-nord-ouest et à plus de 1 100 m en contrebas du sommet. Ce dernier est situé à 6 km au sud-est d'Aix-les-Bains et à 13 km au nord-ouest de Chambéry.
À 1 km au nord-nord-est du Signal, sont situés les sommets du Molard Noir (1 443 m) et de la dent du Chat (1 390 m) ; le lac du Bourget est quant à lui situé à 2,5 km à l'est, à plus de 1 260 m en contrebas du sommet. Outre le lac du Bourget, un panorama au sommet permet de distinguer la ville d'Aix-les-Bains mais aussi les Alpes et notamment le mont Blanc.

### Géologie
Le sommet du signal du Mont du Chat est constitué de calcaires et de marnes du Valanginien et du Purbeckien (Crétacé inférieur). Ces niveaux sont ensuite suivis par des calcaires du Portlandien et du Kimméridgien (Jurassique supérieur) qui apparaissent à l'affleurement sur une grande partie des flancs de la montagne. Le sommet est situé sur flanc oriental de l'anticlinal du Mont du Chat ; en effet, cet anticlinal est un pli déversé vers l'ouest, dont le flanc occidental semble s'enfoncer sous la molasse du Miocène comblant le synclinal de Novalaise. De plus, ce flanc est en réalité rompu par une cassure, constituée de trois failles, qui sectionne le cœur de l'anticlinal en raison de la zone de chevauchement de l'anticlinal du mont du Chat sur le synclinal de Novalaise.

### Climat
Le climat y est de type montagnard, impliquant des hivers froids et neigeux, ainsi que des précipitations importantes. Le signal du Mont du Chat influence particulièrement le climat de la commune du Bourget-du-Lac, en contrebas. En effet, en fin d’après-midi, la position du soleil est déjà derrière le signal, ce qui signifie que Le Bourget-du-Lac est dans l’ombre, les températures baissent donc bien plus rapidement, contrairement à la rive orientale du lac du Bourget, encore ensoleillée.

### Voie de communication
La route départementale 42 fut ouverte à la circulation en 1965, lors de l'installation de l'émetteur ORTF du mont du Chat. Contrairement aux autres voies franchissant le chaînon Épine-Chat, sa fréquentation est uniquement touristique.

### Protection environnementale

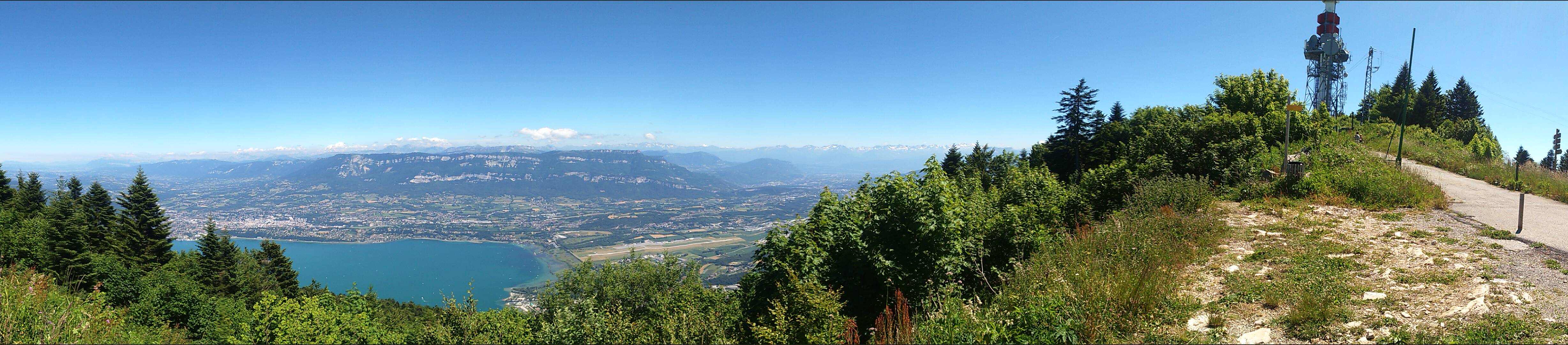
Panorama depuis le belvédère du signal du Mont du Chat, celui-ci étant à droite.